# Révolution soudanaise
La révolution soudanaise est un épisode de l'histoire du Soudan qui a commencé par une série de manifestations le 19 décembre 2018 pour protester contre la vie chère, notamment en ce qui concerne le prix du pain, dans un contexte de grave crise économique touchant le Soudan, et s'est poursuivi pendant huit mois par un mouvement de désobéissance civile aboutissant à la chute du président-dictateur Omar el-Bechir, après trente ans de pouvoir, dans un coup d'État.
Les manifestations se sont ensuite étendues à d'autres villes, comme Dongola au nord, Port-Soudan à l'est, El Obeid et surtout Khartoum, la capitale du pays, où les manifestants restent jour et nuit devant le QG des Forces armées.
Des bâtiments du Congrès national, le parti politique au pouvoir depuis 1992, ont été incendiés. Ces manifestations ont été violemment réprimées par les autorités, qui ont utilisé du gaz lacrymogène et des balles en caoutchouc pour disperser les manifestants, ainsi que des balles réelles dans certaines villes, faisant des dizaines de morts et de blessés.
Le 23 février 2019, Omar el-Bechir révoque le gouvernement et instaure l'état d'urgence. Un couvre-feu interdit aux habitants de circuler après 23 heures. Néanmoins, les manifestations continuent. Le 11 avril, el-Bechir est renversé par un coup d'État militaire. Le lendemain, Ahmed Awad Ibn Auf, qui avait succédé à el-Bechir, démissionne. L'ancien dictateur est emprisonné et, le mois suivant, poursuivi pour « meurtre de manifestants » et corruption. Pour sa part, la junte affirme vouloir diriger le pays pendant deux ans, mais que le gouvernement serait civil.
Les manifestations se poursuivent, pour tenter d'obtenir la constitution d'un gouvernement civil non contrôlé par les militaires. Le 3 juin, la junte disperse violemment les manifestants, faisant une centaine de morts et annule les accords passés lors des négociations, alors que l'opposition rejetait le principe d'une transition dirigée par les militaires. Le 5 juillet, après une médiation africano-éthiopienne, l'ALC et les putschistes acceptent la formation d'un Conseil de souveraineté composé de cinq militaires, cinq civils et d'un onzième membre choisis par consensus. Le conseil assurera la transition démocratique pendant un peu plus de trois ans jusqu'à la tenue d'élections en 2022, au cours de laquelle il sera dirigé par un militaire les 21 premiers mois puis par un civil les 18 mois suivant. Au total, l'armée resterait donc pendant deux ans au pouvoir depuis le putsch, mais un gouvernement civil est formé.

## Contexte

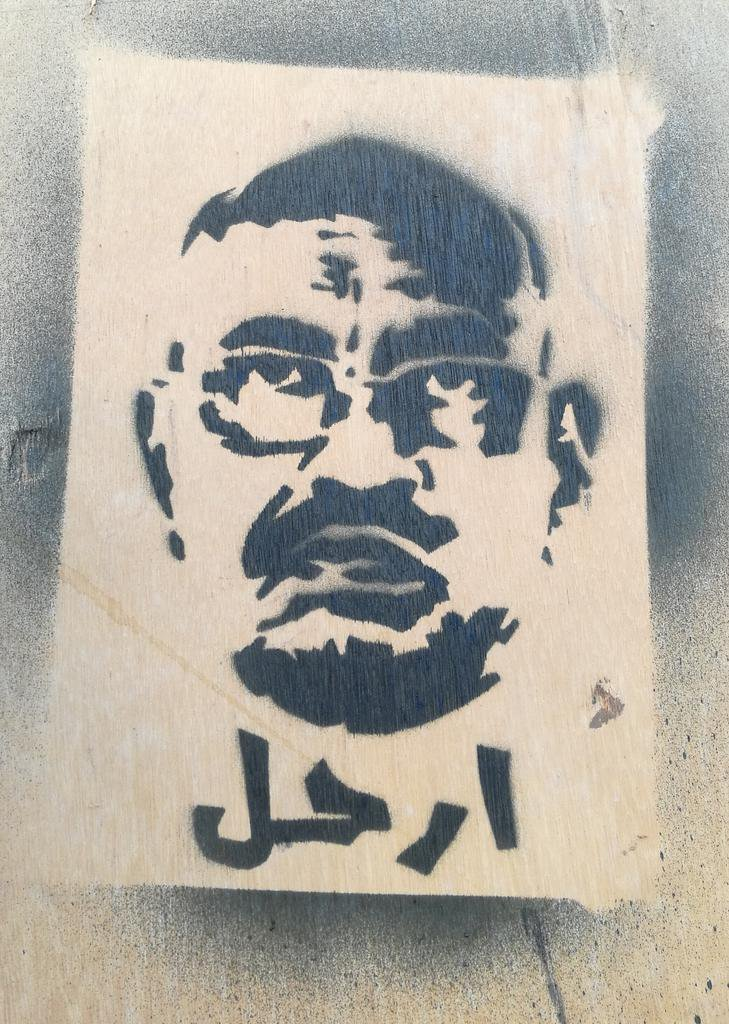
Peinture murale contre le dictateur déchu Omar el-Bechir (Khartoum).

Omar el-Bechir dirige le Soudan depuis son coup d’État militaire en 1989. Le pays est régulièrement en proie aux conflits, notamment la seconde guerre civile soudanaise (1983-2005) et la guerre du Darfour (commencée en 2003).
La richesse du pays provient en grande partie des produits du pétrole. Mais les trois quarts des réserves se trouvent au Soudan du sud, qui accède à l'indépendance en 2011. Le pays connaît alors une forte inflation et un marasme économique de longue durée.
Un soulèvement contre la vie chère et le pouvoir autoritaire d'Omar el-Bechir avait déjà eu lieu lors de la contestation au Soudan en 2010-2013.

## Chronologie

### Débuts
Les premières manifestations ont lieu en septembre 2018. Elles commencent spontanément quand des centaines de citoyens soudanais à Atbara se rassemblent pour exprimer leur colère contre l’augmentation des prix des produits principaux comme le pain, qui a été multiplié par trois le 19 décembre ; la pénurie des denrées alimentaires dans quelques villes soudanaises, et la baisse du livre soudanais face au dollar américain. Quelques heures après son déclenchement, les forces de l'ordre entourent les manifestants et essaient de les empêcher d’arriver aux lieux sensibles du pays. Mais cette manifestation, initialement pacifique, devient hors de contrôle et les protestataires incendient les bâtiments du parti au pouvoir en réclamant le départ d'Omar el-Bechir.
Au tout début, les forces de l'ordre utilisent le gaz lacrymogène afin de disperser les manifestants. Dans les autres villes toutefois, les forces de l'ordre tirent à balles réelles sur les manifestants, causant la mort et des blessures (mineures et graves) de dizaines de manifestants sans aucune proclamation officielle de l'État.
Le deuxième jour, les moyens employés par les forces de l'ordre se développent ; les manifestants sont bastonnés, bombardés de gaz lacrymogène et de balles réelles par les forces de l'ordre. Les protestations ont augmenté, se concentrant à Atbara, Omdourman et Kordofan du Nord. Selon les informations, la police a tué au moins un manifestant dans la ville d'Atbara.
Les autorités décident la fermeture de toutes les universités ainsi que les écoles primaires et secondaires dans la capitale Khartoum pour une durée indéfinie. Un état d'urgence a été déclaré en imposant un couvre-feu de 18 heures à 6 heures du matin dans certains États. Des centaines de personnes dans la ville de Rabak, la capitale de l'État du Nil blanc, scandaient des slogans dénonçant les politiques gouvernementales, tandis que d'autres scandaient le fameux slogan qui a émergé au début de l'année 2011 pendant le Printemps arabe : le peuple veut renverser le régime. En contrepartie, un certain nombre de jeunes en colère ont mis le feu à un groupe d'institutions gouvernementales et privées, y compris le siège du parti du Congrès national.
Pendant ce temps et alors que les soudanaise étaient plein de colère, le porte-parole du gouvernement, Bishara Juma, a déclaré: « des manifestations pacifiques / non violentes ont déraillé et ont été transformées par des infiltrés en acte de sabotage ciblant des institutions publiques et privées en les détruisant et en incendiant un siège de la police» « Les forces de police et de sécurité ont traité les manifestants de manière civilisée sans s'y opposer ». Cependant, certaines sources de presse – dont BBC Arabic – ont indiqué qu'au moins huit personnes ont été tuées depuis le début des manifestations trois jours auparavant.
Les protestations se sont poursuivies pour la quatrième journée consécutive, incluant un plus grand nombre de villes par rapport aux trois jours précédents. Ce jour a également fortement marqué les esprits de par les affrontements entre les manifestants d'une part et les forces de l'ordre de l'autre. Quelques sources de presse ont rapporté que dix manifestants ont été tués en représailles de l'incendie du siège du parti au pouvoir dans un nombre de villes, en particulier à Al-Rahd.
Le gouvernement a réagi à tout cela en arrêtant plusieurs leaders de l'opposition à Omdurman et en tuant au moins cinq personnes en un jour. Le directeur du service de sécurité soudanais Salah Gosh blâmait ces manifestants d’être « rebelles avec des liens avec Israël » (la même accusation faite par le régime syrien, représenté par Bachar el-Assad à l'encontre des manifestantes d'Alep pendant les débuts de la révolution syrienne). De l'autre côté, le chef du parti d'opposition Oumma, Sadeq al-Mahdi, a dévoilé lors d'une conférence de presse que le nombre de morts a atteint 22 et que « des mouvements pacifiques sont légalement licites, justifiés par la dégradation des conditions de vie » en plus il a condamné la répression armée des forces de l'ordre contre le peuple indocile.

### Limogeage du gouvernement et instauration de l'état d'urgence
Le 23 février 2019, il limoge le gouvernement de Moutaz Moussa Abdallah et les vice-présidents Bakri Hassan Saleh et les remplacent respectivement par Mohamed Tahir Ayala et Ahmed Awad Ibn Auf. L'état d'urgence est également instauré pour un an. Désormais interdites, et malgré l'emprisonnement de nombreux manifestants, celles-ci se poursuivent.
Omar el-Béchir cède le 1er mars 2019 la présidence du parti Congrès national à Ahmed Haroun.
Le 12 mars, l'état d'urgence est ramené à six mois par le parlement.

### Intensification et renversement de el-Bechir
En avril 2019, après la démission en Algérie d'Abdelaziz Bouteflika, dans le cadre de manifestations de masse, la mobilisation s’accroît au Soudan et des soldats rejoignent les manifestants ou les protègent.
Le 11 avril, l'armée annonce une déclaration à venir. Omar el-Bechir est renversé par l'armée. Quelques heures auparavant, sa démission avait été annoncée dans les médias. L'armée souhaite gouverner le pays pendant deux années et Ahmed Awad Ibn Auf prend les rênes du pays. Son adjoint est le général Kamal Abdelmarouf, chef d'état-major. Il a également annoncé que la constitution était suspendue et qu'un couvre-feu d'un mois était imposé de 22 heures à 4 heures. L'état d'urgence est ramené à trois mois. L'armée promet la mise en place d'un gouvernement civil. Toutefois, les manifestations se poursuivent et il démissionne le lendemain. Le général Abdel Fattah al-Burhan lui succède.

### Premières tractations pour une transition
Le 13 avril, Salah Gosh chef des renseignements (NISS), et qui a joué un rôle clé dans la répression, démissionne. Il est remplacé par Abou Bakr Mustafa. Le jour même, le Congrès national, ex-parti au pouvoir, dénonce le putsch et appelle à la libération de ses dirigeants. Le 15 avril, la junte annonce que le prochain gouvernement sera civil et dirigé par une personnalité indépendante.
Le 16 avril, el-Bechir est incarcéré, de même que deux de ses frères, tandis que le procureur général est limogé.
Le 17 avril, l'Union africaine adresse un ultimatum de deux semaines aux militaires pour transmettre le pouvoir à une autorité civile. Le 19 avril, alors que la mobilisation se poursuit, l'Association des professionnels soudanais annonce la formation prochaine d'une instance exécutive pour diriger le pays. Le 20 avril, l'opposition, qui révèle avoir déjà discuté sans succès avec la junte, annonce des discussions le jour même avec celle-ci, et se dit disposée à reporter l'annonce de l'instance transitoire (qui doit durer quatre ans) si les militaires acceptent de discuter.
Le 21 avril, al-Burhan promet de transférer le pouvoir à une autorité civile dans une semaine maximum. L'opposition appelle à poursuivre le mouvement tout en reportant l'annonce de l'instance collégiale de transition. Le 22 avril, l'armée demande aux manifestants de libérer les routes. Un sommet de l'Union africaine a lieu le 23 avril. Il est alors accordé trois mois à l'armée pour transférer le pouvoir. Un accord est annoncé le 24 entre le Conseil militaire et l'Alliance pour la liberté et le changement (ALC), sans précision sur son contenu. Le lendemain a lieu une grande manifestation, baptisée la « marche du million », pour maintenir la pression sur les militaires.
Le 13 mai, après de nombreuses suspensions des tractations, un accord est trouvé entre les généraux et les représentants civils sur une transition de trois ans. Omar El-Béchir est notamment inculpé pour « meurtre de manifestants ». La situation reste cependant tendue, et six personnes sont tuées à Khartoum en marge des manifestations de cette même journée. Lors de la nuit du 15 au 16 mai, les discussions sont suspendues pour 72 heures par l'armée. La junte exige alors que les manifestants démantèlent un des campements, tout en affirmant vouloir épargner le sit-in principal.
Le 18 mai, des manifestations favorables à la charia et opposées au transfert du pouvoir aux civils ont eu lieu. Rassemblant une centaine de personnes, elles ont lieu devant le palais présidentiel. Ils considèrent un tel transfert du pouvoir comme un « coup d'État ». Le 19 mai, la Forces de soutien rapide (issue des janjawid) du vice-président du CMT, Mohamed Hamdan Dogolo sont déchargés de la sécurisation du campement, au profit de la police.
Le 21 mai, le NISS empêche des procureurs et des policiers d'arrêter Gosh et de perquisitionner sa résidence.
Le 22 mai, après l'échec des négociations, l'ALC appelle à la grève générale. Elle doit avoir lieu les 28 et 29 mai. Le parti Oumma, membre de l'ALC, s'oppose à la grève, mais appelle le gouvernement à ne pas limoger les grévistes. Celle-ci est finalement suivie. Peu après, la junte propose une présidence tournante du Conseil de souveraineté, ou alors une présidence alternée d'un an et demi pour les civils puis les militaires, de même qu'un vote à la majorité simple ou des deux tiers des membres pour prendre toute décision exécutive.
Entre fin mai et début juin, trois fusillades ont lieu dans le secteur « Colombie » du sit-in des manifestants et font plusieurs victimes.
Le 31 mai, la junte ferme le bureau de la chaîne qatarie Al Jazeera.

### Massacre de Khartoum
Le lundi 3 juin 2019 à l'aube, la junte au pouvoir donne l'ordre de disperser violemment le campement des manifestants devant le siège de l'armée à Khartoum. Des militaires brûlent les tentes installées par les manifestants et tirent à balles réelles sur ces derniers, affirme le SPA. D'autres victimes sont jetées dans le Nil. Ils font au moins 30 victimes et des « centaines de blessés », selon le Comité central des médecins soudanais. Le nombre de victimes ne cesse d'augmenter et, toujours selon le Comité central des médecins soudanais, il est passé à 108 morts depuis lundi,. Des images montrent également des policiers et soldats tués et blessés par les putschistes, 700 blessés et 70 personnes violées. Parmi eux, figurent de nombreuses femmes activistes qui ont par ailleurs subi des insultes obscènes. Les forces de sécurité prennent position dans les rues de la capitale pour empêcher pour reconstitution du sit-in. En réaction, l'ALC se retire des négociations et appelle au renversement du régime et à « la grève et la désobéissance civile totale et indéfinie à compter d'aujourd'hui ». Le lendemain, la junte annule les accords passés avec l'ALC et annonce des élections dans un délai de neuf mois. La junte ayant coupé l'accès à internet dans tout le pays, le réseau est complètement affaibli, provoquant des difficultés à émettre des appels téléphoniques ou à envoyer des messages.
Pour disperser le sit-in, les putschistes ont d'abord envoyé des individus armés de matraques et de bâtons, qui ont été rapidement repoussés par les manifestants. Par la suite, les RSF sont intervenus et ont tiré.
L'association des professionnels soudanais a appelé à une désobéissance civile qui avance parfaitement surtout dans les centres gouvernementaux les plus importants. L’aéroport international de Khartoum a été fermé et les vols vers et depuis le Soudan ont été cessé.
Le 7 juin, le Premier ministre éthiopien Abiy Ahmed tente une médiation entre l'ALC et la junte. Le jour même, quatre dirigeants de l'ALC, donc trois chefs du Mouvement populaire de libération du Soudan - Nord, sont arrêtés. Ces trois derniers ont été expulsés vers le Soudan du Sud.
Le 10 juin, les connexions internet terrestres sont coupées.
Par la suite, des médecins volontaires de l'Association des médecins soudanais ont soigné clandestinement les victimes dans des maisons et leur ont prodigué une aide psychologique contre les traumatismes.
D'après Gérard Prunier, les assaillants n'étaient pas des militaires — qui pour beaucoup sympathisaient avec les manifestants — mais des mercenaires venus du Darfour (les Forces de soutien rapide) et des unités apparentées aux services de renseignement.

### Reprise des négociations
Le 11 juin, la reprise des négociations est annoncée et la grève générale, qui a duré trois jours, levée. La Maison-Blanche décide de dépêcher sur place Tibor Nagy, secrétaire d'État américain adjoint chargé de l'Afrique. Les protestataires refusent d'ouvrir un dialogue direct avec la junte et menacent de proclamer une autorité parallèle.
Le 13 mai, après avoir prétendu pendant plusieurs jours qu'elle avait dispersé un campement annexe dont les membres auraient attaqué les protestataire, la junte admet avoir dispersé le sit-in tout en annonçant qu'elle ne permettra pas que celui-ci se reconstitue. Elle refuse aussi de rétablir les connexions internet, d'évacuer les RSF et d'accepter une enquête internationale. Parallèlement, 68 officiers, sont arrêtés, les uns pour tentative de putsch, les autres pour avoir dispersé le sit-in. Le 16 juin, Hemeidti promet que les auteurs du massacre seront punis de mort.
Le 18 juin, l'ALC appelle à des manifestations nocturnes. Le 19 juin, al-Burhan appelle l'ALC à négocier sans condition, tandis qu'il fait appel à d'autres parties pour négocier. La junte a aussi estimé que les négociations étaient à initier de nouveau.
Le 22 juin, l'ALC accepte la proposition éthiopienne de mettre en place un Conseil de souveraineté de quinze membres, dont sept issus de ses rangs et sept militaires. Le Conseil doit être dirigé par un militaire pendant les 18 premiers moins puis par un civil pendant les dix-huit mois suivants. La junte émet des réserves. Elle souhaite une présidence fixe et une transition de deux ans.
Le 23 juin, la justice ordonne le rétablissement d'internet. Le 26 juin, Sadeq al-Mahdi critique la décision de l'ALC d'appeler à des manifestations pour le 30 juin, date du 30e anniversaire de son renversement par el-Bechir. Le 27 juin, une manifestation d'étudiants est dispersée près du palais présidentiel, ce qui n'a pas eu d'effet jusqu'à présent.
Le 29 juin, la junte procède à l'arrestation de dirigeants de l'opposition de l'ALC et du Parti communiste. Elle empêche aussi la tenue d'une conférence de presse de l'ALC.
Le 30 juin, une manifestation rassemble plusieurs centaines de milliers de manifestants. Les putschistes empêchent les manifestants d'approcher du palais présidentiel et les heurts font 7 morts et 181 blessés. Le lendemain trois autres corps sont retrouvés. Une manifestation d'hommage aux victimes est prévue pour le 13 juillet, suivie d'un mouvement de désobéissance civile pour le 14 juillet.
De nouvelles discussions commencent le 3 juillet. Il s'agit de discussions directes sous l'égide de l'Union africaine et de l'Éthiopie, qui se poursuivent le 4 juillet. La junte fait un geste d'apaisement en libérant 235 membres de l'Armée de libération du Soudan, qui fait partie de l'ALC. Le jour même, des lycéens ont manifesté en faveur de la mise en place d'un gouvernement civil. Souvent, des manifestants demandent l'application de la loi du talion aux auteurs du massacre.

### Accord sur une transition
Le 5 juillet, peu après une rencontre tenue le 29 juin avec les deux camps et des responsables américains, l'ALC et les putschistes trouvent un accord sur une transition de trois ans et trois mois. Un Conseil de souveraineté de onze membres dont cinq de l'ALC et cinq autres de l'armée, et un civil choisi par les deux camps, doit être mis en place, ainsi qu'un gouvernement civil. Il sera dirigé pendant vingt-et-un mois par un militaire puis les dix-huit derniers mois par un civil. Le Parlement de transition, au sujet duquel la junte a annulé les accords passés avec l'ALC, doit être mis en place après la prise de fonction du Conseil de souveraineté et du gouvernement. Enfin, une enquête nationale doit avoir au sujet de la dispersion du sit-in. Après ces annonces, des célébrations ont eu lieu, sans la présence des RSF. Pour sa part, l'Armée de libération du Soudan, basée au Darfour, rejette l'accord. Pour sa part, la junte décide de ne pas retirer ses troupes de la rue pendant les vingt-et-un mois, de même que le Parti communiste.
Le 6 juillet, l'ALC annonce que sa campagne de désobéissance civile est annulée, et la manifestation du 14 juillet commémorera les 40 jours du massacre.
Le 10 juillet, internet est rétabli. Des vidéos des massacres sont diffusées, certaines prises par des éléments de l'armée, qui revendiquent ainsi leurs crimes.
Le 11 juillet, la junte affirme avoir déjoué une tentative de putsch. Des arrestations de généraux ont lieu.
Le 13 juillet, la manifestation de l'opposition marquant la fin de la période de deuil de 40 jours a lieu alors que les putschistes, toujours déployés, bloquent les rues menant à l'aéroport et au palais présidentiel.

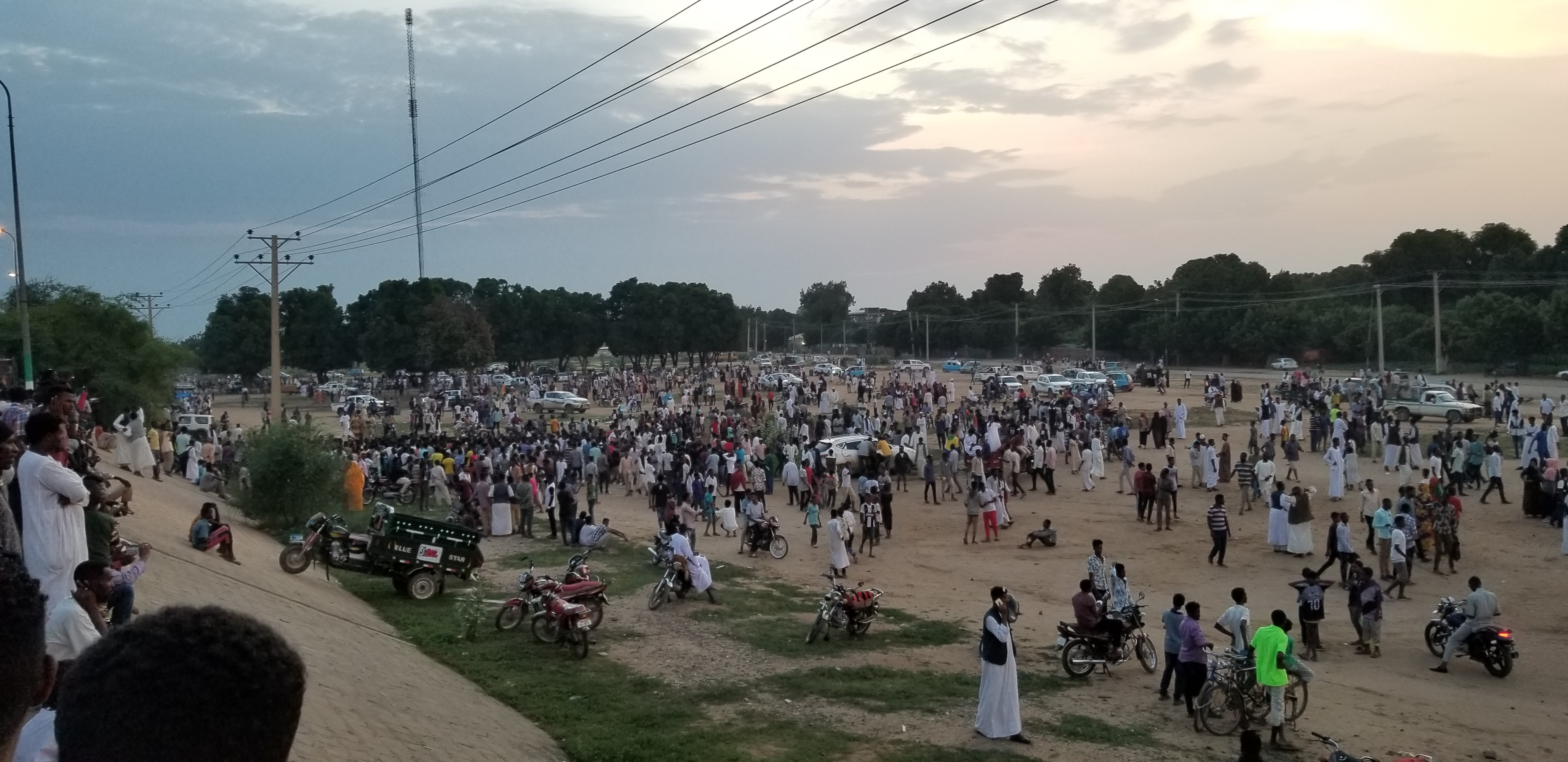
Célébration de l'accord à Kassala, le 17 août 2019.

Le 14 juillet, lors d'une nouvelle manifestation, un manifestant est tué et sept autres blessés par les RSF.
L'accord est signé le 16 juillet, alors que l'ALC rejette une immunité « absolue » pour les putschistes. Les désaccords persistant, sur ce point et sur celui d'un cessez-le-feu et d'aide aux populations des zones rebelles, les discussions sont reportées le 19 juillet.

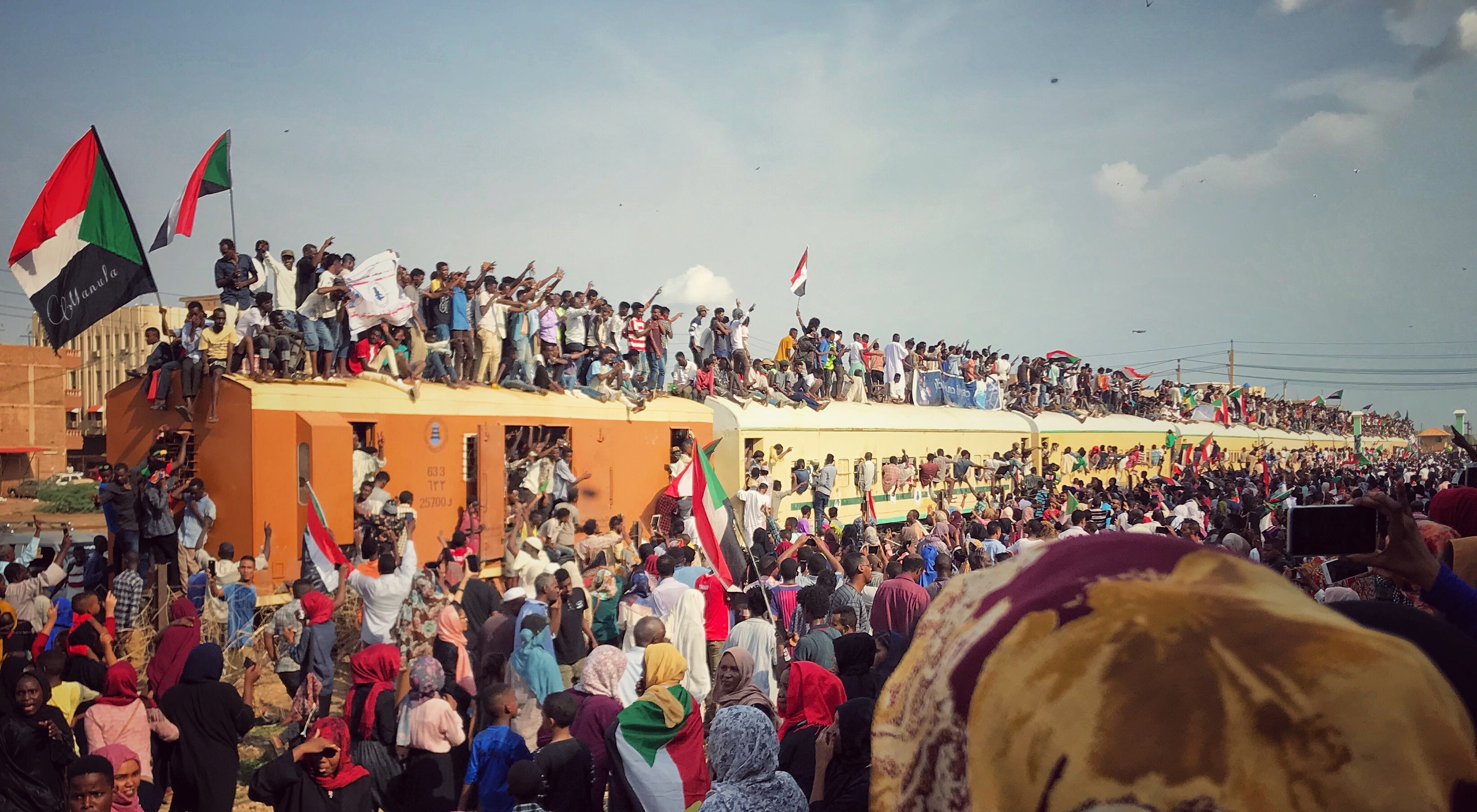
Manifestants venus en train depuis Atbara, le 17 août 2019.

Le 20 juillet, un prisonnier du NISS est mort, à la suite de tortures selon le comité des médecins soudanais. Le 23 juillet, les étudiants manifestent pour demander justice pour leurs camarades tués.
Le 27 juillet, un accord intervient entre les rebelles et les autres composantes de l'ALC. Le 28 juillet, une enquête met en cause des officiers des RSF sans cependant mettre en cause les dirigeants. Le 29 juillet, cinq morts sont tués lors d'une manifestation étudiante à El-Obeïd (Kordofan du Nord). Les négociations sont suspendues et le CMT condamne ce crime. Le 1er août, alors que des milliers de personnes manifestent, une fusillade provoque la mort de quatre d'entre eux.
Le 3 août, un accord sur une déclaration constitutionnelle est trouvé. Selon l'accord signé le 4 août, le Conseil de souveraineté devait initialement être formé le 18 août, le Premier ministre nommé le 20 et le gouvernement le 28. L'ALC doit avoir 201 sièges de députés sur 300.

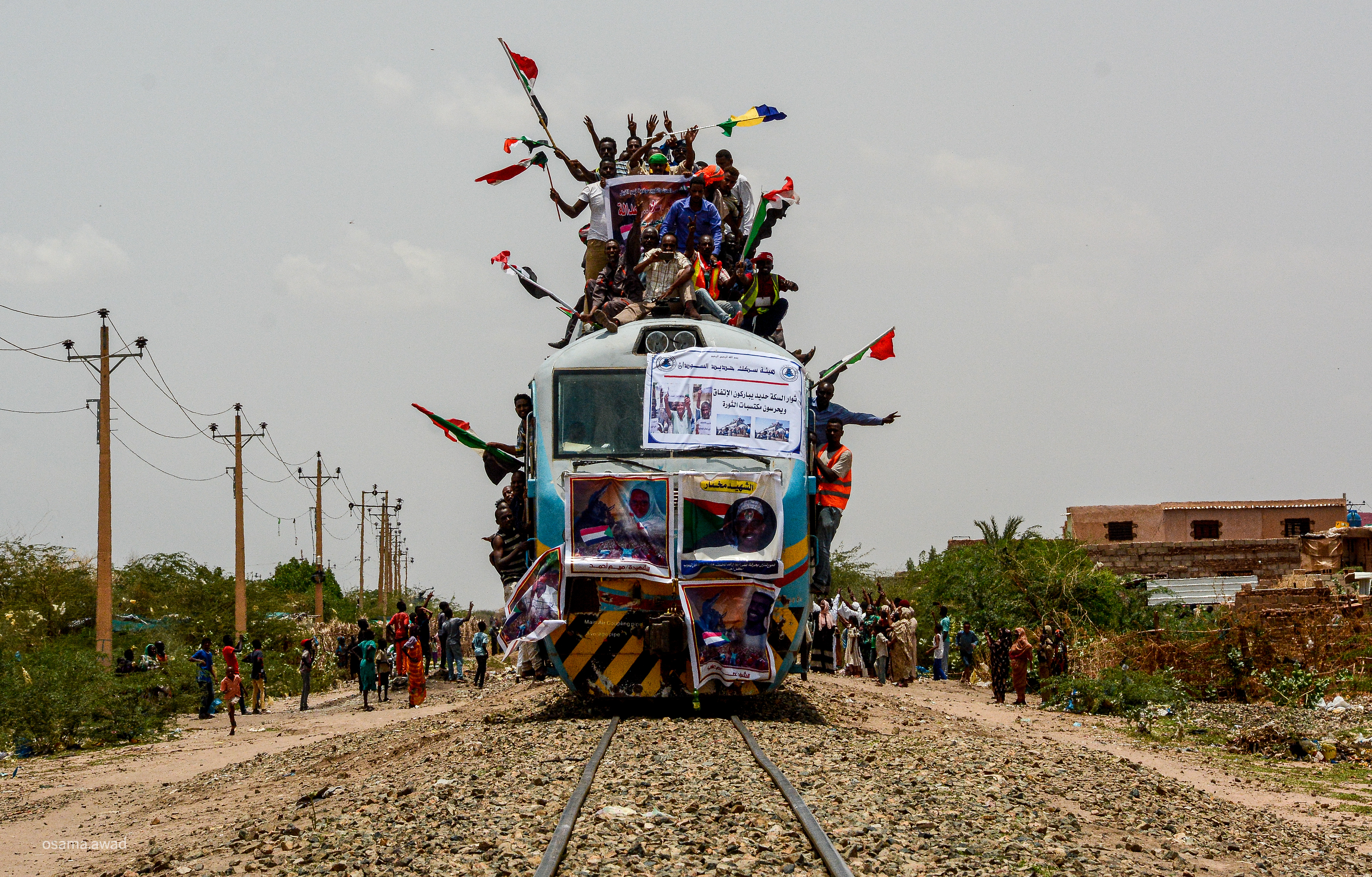
Manifestants soudanais se rendant à Khartoum en train, août 2019.

Le 9 août, le CMT annule les peines de mort à l'encontre de Malik Agar et Yasir Arman.
L'accord est signé le 17 août. Le Conseil de souveraineté, dirigé par al-Burhan, est formé le 20 août, et doit prendre ses fonctions le lendemain.

## Composition de l'opposition
Les forces politiques présentes dans les manifestations sont hétéroclites. Selon le média Jeune Afrique, « La riche tradition politique de ce pays aux référentiels variés, arabes comme africains, marxistes autant qu’islamistes, se traduit par une imposante galaxie de partis, certains quasi-groupusculaires, parfois des scissions de scissions. » La structure au cœur des manifestations est néanmoins l'Association des professionnels soudanais (APS), qui était jusque-là un syndicat clandestin regroupant huit corps de métiers, dont les ingénieurs, les avocats, les médecins et les enseignants du supérieur. Ce syndicat fait lui-même partie de l'Alliance pour la liberté et le changement (ALC).
Dans la coalition Déclaration pour la liberté et le changement, on trouve, outre l'APS, plusieurs coalitions et partis politiques d’opposition légaux dont Nidaa Al-Sudan (« L’appel du Soudan »), auquel appartient notamment le parti Oumma de l'ancien Premier ministre Sadeq al-Mahdi.
Le Parti du Congrès populaire (islamiste), qui a participé aux manifestations de 2013 puis a rejoint le gouvernement en 2017, est opposé à l'ALC. Alors qu'ils sont décriés par la majorité des manifestants, ses membres ont subi des agressions.
Le Parti communiste soudanais connait une seconde jeunesse du fait de son rôle dans les manifestations. Plusieurs de ses dirigeants et militants, qui pour certains étaient incarcérés depuis des années, sont libérés.
D'après le chercheur Gérard Prunier, face au Conseil militaire de transition, « le rassemblement fonctionnait aussi comme un meeting politique permanent où chacun faisait preuve de solidarité. Tout le monde s'occupait des enfants ; les femmes, qui avaient trouvé leurs voix, étaient omniprésentes ; et les provinciaux découvraient la capitale. Les slogans donnaient le « la » d'un mouvement résolument pacifique : « Silmiyya » (« Non-violence »), « Hurriyya » (« Liberté »), « Thawra » (« Révolution »), « Dhidd al-haramiyya » (« À bas les voleurs »), « Madaniyya » (« [Le pouvoir] aux civils »). Pendant tout le ramadan, dans ce pays musulman gouverné par les islamistes depuis trente ans, les manifestants respectaient jeûne ou pas, selon leur libre choix. Les commerçants, y compris chrétiens, approvisionnaient la foule en biens de première nécessité. »

## Slogans et mots d'ordre

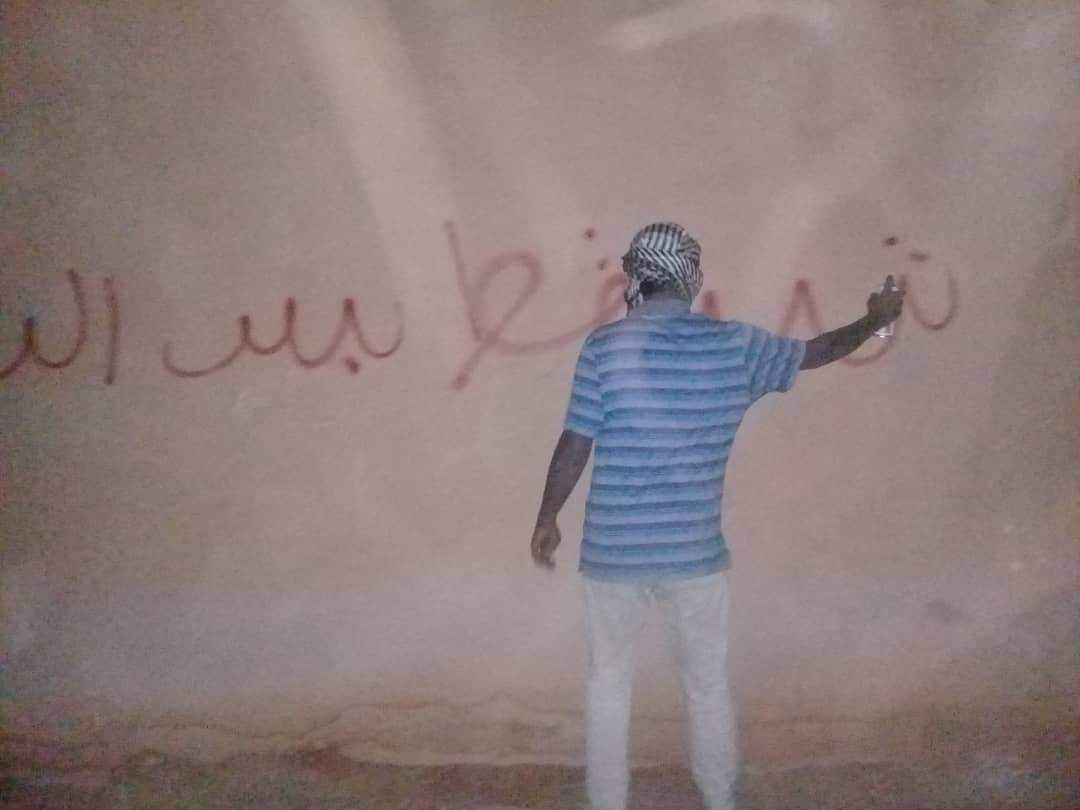
Soudanais taguant un mur.

Durant les manifestations soudanaises de 2018-2019, de nouveaux slogans ont vu le jour et sont venus s'ajouter aux anciens.
Le slogan Tasgot bas (تسقط – بس), qui peut se traduire en français par « tu t'en vas, c'est tout », est le slogan le plus célèbre des manifestations soudanaises de décembre 2018. Le hashtag #Tasgot bas est apparu sur les médias le 22 décembre 2018 et s’est propagé rapidement sur Twitter et Facebook. Le slogan s'est rapidement transformé en un symbole révolutionnaire. Les manifestants ont écrit le slogan en lettres arabes sur des bidons de gaz lacrymogène vides, sur des briques. Les Soudanais en Europe l'ont également écrit sur la neige.
Les manifestants scandent également « liberté, paix et justice ». Ils reprennent le slogan « le peuple veut renverser le régime » utilisé lors des révolutions du Printemps arabe. Le slogan « Vous êtes raciste et arrogant, nous sommes tous Darfour » vise particulièrement el-Bashir.
Un autre cri de ralliement est madaniyya ! (« [le pouvoir] aux civils » !)
En solidarité avec les manifestants, une campagne incite sur Twitter à arborer une photo de profil bleue, couleur d'un manifestant tué. Il s'agit de Mohammed Mattar, 26 ans, ingénieur installé à Londres revenu au Soudan pour participer à la révolution.

## Victimes
Plus de quarante manifestants ont été tués pendant les contestations de décembre 2018-2019 selon Human Rights Watch et Amnesty International,,,.
En mai 2019, la répression des manifestations font entre 65 et 90 morts depuis le début du mouvement,.
Le 3 juin 2019, l'armée tue de 130 à 150 manifestants et en blesse des dizaines d'autres lors de l'attaque d'un sit-in occupé depuis début avril,.
Durant la première semaine de juin, 101 personnes sont tuées et 326 blessées, selon un bilan annoncé par un comité de médecins.

## Arrestations
Début janvier 2019, les autorités ont arrêté 800 personnes.

## Suites
Le 21 août 2019, le Conseil de souveraineté, formé la veille, prête serment. Le jour même, l'économiste Abdallah Hamdok, désigné Premier ministre par l'opposition, prend ses fonctions. Ses principales tâches consistent à renouer avec les pays étrangers, en obtenant la fin des sanctions américaines, de même avec le Fonds monétaire international (FMI). Il doit également diversifier l'économie et mettre fin aux conflits armés dans les six mois. Pour cela, il envisage de mettre en place une commission chargée de pourparlers de paix. Enfin, il promet la mise en place d'un gouvernement équilibré entre hommes et femmes et représentatif des différentes régions du pays.
Il forme son gouvernement le 5 septembre, composé de dix-huit ministres dont quatre femmes, dont Asma Mohamed Abdallah, qui occupe le poste régalien de ministre des Affaires étrangères. Le nouveau cabinet prête serment le 8 septembre.
Le 7 septembre, l'Union africaine lève la suspension du pays.
Le 12 septembre, des milliers de manifestants se rassemblent devant le palais présidentiel, en hommage et pour demander justice pour les victimes de la répression, et pour réclamer le remplacement du directeur des affaires judiciaires et du procureur public.
Durant le mois d'octobre, plusieurs responsables liés à l'ancien régime sont remplacés dans ce qui est qualifiée de « purge » par RFI. Le 21 octobre, à l'occasion du 55e anniversaire de la révolution du 21 octobre 1964, des milliers de manifestants défilent, à l'appel de l'Association des professionnels soudanais et du Parti communiste, pour demander l'interdiction de l'ancien parti au pouvoir.
Le 23 décembre, les familles des victimes de la répression participent à une marche.
L'anniversaire de la signature de l'accord le 17 aout 2020 est marqué par des manifestations appelant à une accélération des réformes et à un transfert du pouvoir aux seul civils, dans le contexte d'une poursuite de la dégradation économique du pays,.

## Analyse
Omar el-Bechir n'a pas pu fêter le trentième anniversaire de son arrivée au pouvoir, et une transition vers un fonctionnement plus pluraliste s'est amorcée à la suite de la révolution. Pour autant, de nombreuses incertitudes subsistent, par exemple sur le redressement ou non de la situation économique (même si les sanctions américaines ont finalement été levées quelques mois après le début de cette transition), et le transfert effectif du pouvoir aux civils. Il ne faut pas sous-estimer également le risque de dissensions entre civils, comme cela s’est déjà passé au Soudan dans les phases qui avaient suivi les révolutions précédentes de 1964 et 1985. Mais aussi les menaces des milieux islamistes qui pourraient être tentés de prendre la main, ou les tensions avec les pays voisins (Ethiopie, Soudan du Sud, etc..) et la concrétisation, ou non, d'une renégociation de la dette du pays.
Si les femmes ont joué un rôle important dans la révolution (dans les manifestations comme Alaa Salah, dans les médias comme Yousra Elbagir, sur les réseaux sociaux, sur l'édification de fresques murales documentant le mouvement, comme les œuvres de Alaa Satir par exemple), rien n'est acquis non plus sur l'évolution de leur rôle social et politique à terme,.